# Inside Men
Inside Men ist eine britische Kriminal-Fernsehserie der BBC. In Deutschland lief die Serie 2014 auf RTL Crime.

## Handlung
Chris und Marcus haben Geldsorgen. Daher beschließen sie, Geld aus dem Gelddepot zu stehlen, bei dem sie arbeiten. Anfangs läuft alles sehr gut, und die beiden leisten sich die ersten Anschaffungen. Allerdings werden sie wenig später von ihrem Chef beim Stehlen erwischt. Dieser erklärt ihnen, dass er nicht die Polizei rufen werde, wenn sie das Geld zurückgeben würden. Außerdem schlägt er ihnen vor, gemeinsam 150 Millionen Pfund zu erbeuten, das gesamte Geld des Depots.

## Besetzung und Synchronisation
Die deutschsprachige Synchronisation entstand nach den Dialogbuch von Dr. Susanne Boetius sowie unter der Dialogregie von Andreas Pollak durch die Synchronfirma Hermes Synchron GmbH.
| Rolle           | Schauspieler      | Synchronsprecher  |
| --------------- | ----------------- | ----------------- |
| John Coniston   | Steven Mackintosh | Peter Flechtner   |
| Marcus          | Warren Brown      | Nico Mamone       |
| Kirsty Coniston | Nicola Walker     | Silvia Mißbach    |
| Chris           | Ashley Walters    | Tommy Morgenstern |
| Olivia Doyle    | Hannah Merry      | Nayeli Rathod     |
| Dita            | Leila Mimmack     | Kaya Marie Möller |
| Gina            | Kierston Wareing  | Uschi Hugo        |
| Sandra          | Rebekah Staton    | Peggy Sander      |
| Gordon          | Tom Mannion       | Erich Räuker      |
| Rebecca         | Ruth Gemmell      | Silke Matthias    |

## Hintergrund
Inside Men wurde von der BBC produziert und vom 2. bis 23. Februar 2012 auf dem Fernsehsender BBC One ausgestrahlt. In Großbritannien war die Serie ein großer Erfolg. Rund 4,7 Millionen Zuschauer sahen Inside Men. Die Serie hatte einen Marktanteil von 18,1 Prozent. Das Drehbuch für Inside Men schrieb Tony Basgallop, der unter anderem auch für sein Drehbuch für Hotel Babylon bekannt ist. Die Regie führte James Kent. Ashley Walters, Steven Mackintosh und Warren Brown spielten die Hauptrollen. In Deutschland wurde die Serie vom 19. Februar bis 12. März 2014 auf RTL Crime ausgestrahlt. Am 7. März erschien die deutschsprachige DVD Ausgabe.

## Episodenliste
| Nr. | Deutscher Titel | Originaltitel | Erstausstrahlung Vereinigtes Königreich | Deutschsprachige Erstausstrahlung (D) | Regie      | Drehbuch       |
| --- | --------------- | ------------- | --------------------------------------- | ------------------------------------- | ---------- | -------------- |
| 1 | Teil 1          | Episode 1     | 2. Feb. 2012                            | 19. Feb. 2014                         | James Kent | Tony Basgallop |
| Zu Beginn der Episode wird ein Raubüberfall gezeigt. Ein Mann wird von einigen Männern mit Waffen bedroht und entführt. Er wird gezwungen mit seinem Auto zu einem Gelddepot zu fahren. Es stellt sich heraus, dass er der Leiter des Depots ist und John Coniston heißt. Seine Frau und Tochter werden zu Hause mit einer Waffe bedroht. Ein Mitarbeiter der Firma wird niedergeschlagen, der Mitarbeiter Chris wird ins Bein geschossen, während alle anderen Mitarbeiter mit Waffengewalt dazu gezwungen werden, sich auf den Boden zu legen. Die Bankräuber lassen Unmengen von Geld wegbringen. Jedoch vergisst ein Mitglied der Bankräuber seine Waffe. John Coniston hebt diese auf. Er richtet die gefundene Waffe auf seinen am Boden liegenden Mitarbeiter Chris. Es scheint, als wolle er diesen erschießen. Allerdings wird John vorher von einem anderen Bankräuber niedergeschlagen und gemeinsam mit seinen Mitarbeitern eingeschlossen. Chris bleibt verletzt am Boden liegen. Die Bankräuber ziehen ihre Masken ab und verschwinden. Nach und nach wird in Rückblenden aufgelöst, wie es zu dem Raubüberfall gekommen ist. Acht Monate vor dem Raubüberfall haben die beiden Mitarbeiter Chris und Marcus Geldsorgen. Chris möchte seine Mutter und seine neue Freundin Dita finanziell unterstützen. Marcus steckt tief in den Schulden. Daher beschließen beide, gemeinsam Geld aus dem Depot zu stehlen. Zunächst scheint dieses wie am Schnürchen zu laufen. Chris und Marcus leisten sich die ersten Anschaffungen. Derweil adoptieren John und seine Ehefrau ein kleines Mädchen. Einige Zeit später entdeckt John, dass im Depot Geld fehlt. Er erwischt seine Mitarbeiter Marcus und Chris beim Stehlen. John erklärt den beiden, dass er nicht die Polizei rufen werde, wenn sie das Geld zurückgeben. Chris und Marcus sind damit einverstanden. Doch John hat noch einen Vorschlag, einen neuen Bankraub, bei dem er gemeinsam mit Chris und Marcus das gesamte Geld des Depots, 170 Millionen britische Pfund, stehlen will. |                 |               |                                         |                                       |            |                |
| 2 | Teil 2          | Episode 2     | 9. Feb. 2012                            | 26. Feb. 2014                         | James Kent | Tony Basgallop |
| Sechs Monate vor dem Bankraub beginnen John, Chris und Marcus den Raub zu planen. Sie suchen eine Hilfstruppe für den Bankraub. Im September liegt am meisten Geld im Depot. Das wäre der beste Zeitraum für den Raub. Unterdessen stellt Chris Dita seiner Mutter vor und erklärt, dass die beiden ein Kind erwarten. Chris Mutter zeigt sich jedoch ablehnend gegenüber Dita. Auch seinem im Gefängnis sitzenden Vater stellt er Dita vor. Dieser ist begeistert. Der Geschäftsmann Kalpesh soll beim Bankraub mit einsteigen. Um dessen Vertrauen zu erlangen, hinterlässt Marcus diesem 40.000 Pfund, die er zuvor von John bekommen hat. Das Geld erhält Marcus nicht zurück. Daher gehen John, Marcus und Chris gemeinsam zu Kalpash. John erklärt diesem, wie er den Banküberfall erledigen möchte. Er erhält die 40.000 Pfund zurück und Kalpash steigt beim Banküberfall mit ein. Gina findet inzwischen heraus, dass ihr Freund Marcus den Raub plant. Sie will von nun an über alle Geschehnisse informiert werden. Nach dem Bankraub kriecht Marcus zu seiner Freundin Gina ins Bett. Diese fragt ihn, wie der Bankraub gelaufen ist. Er sagt, das etwas schief gegangen ist und Chris verletzt und angeschossen worden ist. Marcus weiß aber nicht von wem. Ob Chris tot ist, weiß er auch nicht. Marcus wird von seiner Freundin getröstet. Der Laster mit dem Geld fährt derweil in ein abgelegenes Lagerhaus und die Mitarbeiter werden freigelassen. Chris wird wenig später ins Krankenhaus gebracht. Dita ist inzwischen hochschwanger und sorgt sich um Chris. Sie besucht ihn im Krankenhaus. Dort erklären ihr die Ärzte, dass sie nicht wissen, ob Chris überlebt oder aus seinem Koma erwacht. Verzweifelt ruft sie Marcus und Gina an, die sofort zum Krankenhaus kommen. John wird zunächst von der Polizei befragt und kehrt dann zu seiner verängstigten Ehefrau zurück. Wenig später trifft sich John mit dem am Bankraub beteiligten Kalpash. John erklärt Kalpash, dass einer von dessen Jungs die Kontrolle verloren hat und Chris angeschossen hat. Außerdem wird Chris, laut John, zu einem Problem, wenn dieser überlebt. Einige Zeit später erwacht Chris aus dem Koma. |                 |               |                                         |                                       |            |                |
| 3 | Teil 3          | Episode 3     | 16. Feb. 2012                           | 5. März 2014                          | James Kent | Tony Basgallop |
| Sechs Monate vor dem Raub besucht Chris seine Mutter. Diese hat ihre eigene Wohnung im Alkoholrausch verwüstet und glaubt, ihr Ehemann hätte das getan. Sie bittet Chris, bei ihr zu ihr bleiben, doch er erklärt, dass er etwas erledigen muss und dann zurückkehrt. Als Chris zu seiner Mutter zurückkommt, geht es seiner Mutter sehr schlecht. Sie erstickt an ihren eigenen erbrochenen. Chris greift nicht ein. Erst spät in der Nacht ist er wieder zu Hause bei seiner Freundin Dita. Diese erklärt ihm, dass er sich erst einmal um sich kümmern muss und nicht immer für seine Mutter da sein kann. Chris kommt einige Tage später wieder zu seiner Mutter und ruft den Leichenwagen. Derweil flirtet John mit seiner blonden Mitarbeiterin Sandra. Chris möchte nach dem Tod seiner Mutter aus dem Bankraub aussteigen. Er hat eine Freundin, die er liebt, und er erwartet ein Kind. Außerdem konnte er das Haus seiner Mutter übernehmen. Marcus akzeptiert Chris’ Ausstieg. John ist jedoch nur wenig begeistert. John droht Chris, dass er den Raub von Chris und Marcus auffliegen lässt, wenn Chris nicht weiter mitmacht. Chris besucht derweil seinen Vater im Gefängnis. Er berichtet diesem vom Tod seiner Mutter und von seinen Schuldgefühlen. Gina und Marcus besorgen derweil die Masken für den Raub. Gina möchte auch einen Anteil von der Beute, da sie bei der Planung des Raubs mitmacht. Der Gauner Riaz wird als neuer Wachmann in dem Depot eingeführt. Als dieser anfängt, vor Chris über Dita zu reden, schlägt Chris ihn nieder. Chris geht zur Polizei und möchte ein Verbrechen melden, das sich noch in der Planung befindet. Was er bei der Polizei aussagt, bleibt zunächst unerwähnt. John erklärt derweil gegenüber Kalpash, dass Chris wahrscheinlich bald wieder dabei sein würde. Wenn Chris dabei wäre, würde er seinen großen Anteil an der Beute bekommen, wenn nicht, wäre er ein Opfer. Er selbst würde ihn töten. Chris erscheint kurze Zeit später wieder an Marcus und Johns Seite. Nach dem Raub kehrt Chris nach Hause zurück. Er hat sein Bein verloren und kommt damit nur schwer zurecht. Wenig später bekommen Dita und Chris ihren Sohn. Johns Ehefrau Kirsty erinnert sich an ein Parfüm, das die Person getragen hat, die sie mit der Waffe bedrohte. Gina besucht Kirsty und die Tochter von John, um sich nach deren Wohlbefinden zu erkundigen und John nach dem Geld zu fragen. Kirsty erkennt Ginas Parfüm. Sie ahnt, dass John für den Raub verantwortlich ist. Als der Verbrecher Riaz von der Polizei verhaftet wird, möchte Kirsty, dass John geht. Ihre Adoptivtochter soll nicht sehen, wie John verhaftet wird. John möchte das Geld holen und sagt Marcus Bescheid. Marcus informiert auch Chris, ohne John etwas davon zu erzählen |                 |               |                                         |                                       |            |                |
| 4 | Teil 4          | Episode 4     | 23. Feb. 2012                           | 12. März 2014                         | James Kent | Tony Basgallop |
| Einen Monat vor dem Raub probt John mit seinem Team das Vorgehen beim Überfall des Instituts. Chris verpfeift unterdessen John, Kalpash und Riaz bei der Polizei. Gina soll nun am Bankraub teilnehmen und Johns Frau und Tochter als Geiseln nehmen. Marcus möchte nicht, dass seine Freundin mitmacht. Er hofft, dass der Raub noch abgeblasen wird. Gina hat jedoch andere Pläne. Kaum hat sie eingewilligt mitzumachen, möchte sie Johns Frau und Tochter kennenlernen und sie babysittet Johns Tochter. Wenig später heiraten Marcus und Gina. Chris versucht Marcus davon zu überzeugen, dass er den Raubüberfall abblasen soll. Doch Marcus hört nicht auf ihn. Er hat Gina so viel versprochen, was er nicht halten konnte. Daher will er ihr nun ein gutes Leben bieten. Am 5. September sollte der Tag des Raubüberfalls sein, jedoch ist Johns Frau nicht zu Hause. Daher wird der Raubüberfall verschoben. John und Kalpash planen, Chris den Tag vom Raubs nicht zu nennen. Die neue Mitarbeiterin Rebecca hat Riaz überprüft und entdeckt, dass dieser ein Vorstrafenregister hat. Rebecca befürchtet, dass das Depot Ärger mit der Versicherung bekommt. Daher möchte sie auch Chris feuern. Dieser hat Verdacht erregt, indem er die Polizeistreifen nicht, wie gewünscht, verdoppelt hat. John erklärt, dass er Chris dieses ausrichtet. Schließlich ist der Tag des Bankraubs gekommen. John wird entführt. Gina bedroht Johns Frau und Tochter mit einer Waffe. Als Chris bei der Arbeit ankommt, erkennt er, dass er keinen Code mehr hat, um in den Depot eingelassen zu werden. Er erfährt, dass er gefeuert wurde. Als er von den Entführern mit der Waffe bedroht wird und den Safe öffnen soll, kann Chris ihnen den Code nicht nennen. Er wird angeschossen. Wenig später zielt John mit der Waffe auf Chris. Jedoch wird er von Marcus niedergeschlagen, bevor er Chris etwas antun kann. Nach dem Raub wird auch Kalpash festgenommen. Marcus und Chris kommen zu dem Treffpunkt, den Chris vorgeschlagen hat. Chris schlägt John nieder und sperrt diesen ein. Er erklärt Marcus, dass dieser zur Polizei gehen soll. Marcus soll der Polizei erzählen, dass Kalpash und die anderen ihn und seine Ehefrau erpresst und eingeschüchtert haben. Nur deshalb hat er am Raubüberfall mitgewirkt. Chris wird jede von Marcus’ Geschichten bestätigen. Marcus entscheidet sich, selbiges zu tun, und verschwindet, ohne etwas von dem Geld zu nehmen. Chris möchte sich nun an John rächen, weil dieser ihn töten wollte. Er bedroht diesen mit einer Eisenstange, kann ihm aber im Endeffekt nichts antun. John erklärt Chris, dass es ihm niemals um das Geld ging. Reich sein war ihm auch nicht wichtig. Es war ihm egal, ob er geschnappt wird. Er wollte nicht mehr so sein, wie er war. Außerdem hat er so viele Jahre damit vergeudet Angst zu haben. Nun wird er nie wieder ängstlich sein, das war das, was er sich immer wünschte. Er wird von Chris nicht mehr aufgehalten. John bringt das gestohlene Geld zum Depot zurück. Währenddessen verreisen Marcus und Gina und überlegen, was sie der Polizei erzählen können, um ihre Beteiligung am Raub zu rechtfertigen. |                 |               |                                         |                                       |            |                |

## Amerikanisches Remake
Im August 2014 wurde angekündigt, dass ein amerikanisches Remake von Inside Men geplant ist. Der Erfinder der Serie, Tony Basgallop, soll gemeinsam mit Richard Price das Drehbuch für das Remake schreiben. Die Produzenten werden Hugh Fitzpatrick, Jane Tranter und Homelands Howard Gordon sein. Das Remake soll eine Koproduktion von BBC Worldwide und Fox 21 werden.